# Stefan Lindner
Stefan Lindner (Klagenfurt, 7 de abril de 1963) es un deportista austríaco que compitió en vela en la clase Soling. Ganó una medalla de plata en el Campeonato Europeo de Soling de 1992.

## Palmarés internacional
| \| Campeonato Europeo \| Campeonato Europeo \| Campeonato Europeo \| Campeonato Europeo \| \| Año \| Lugar \| Medalla \| Clase \| \| ------------------ \| ------------------ \| ------------------ \| ------------------ \| \| 1992 \| Cádiz (España) \| Medalla de plata \| Soling \| |                |                  |        |
| Campeonato Europeo |                |                  |        |
| Año | Lugar          | Medalla          | Clase  |
| 1992 | Cádiz (España) | Medalla de plata | Soling |